# Сорока Федір Петрович
Федір Петрович Сорока (нар. 11 вересня 1958, Луганськ, УРСР) — радянський та український футболіст та тренер, виступав на позиціях нападника та півзахисника.

## Життєпис
Вихованець футбольної секції ворошиловградської «Зорі», займався футболом з восьми років, перший тренер — Євген Олександрович Дворіченський.
На дорослому рівні розпочав виступати 1977 року в складі клубу «Орбіта»/«Меліоратор» (нині — «Кайсар») з Кзил-Орди, провів у команді чотири сезони у другій лізі. У 1981 році перейшов у «Трактор» (Павлодар), в його складі провів один сезон у першій лізі і три — у другій.
У 1984 році повернувся в Ворошиловград і став виступати за «Зорю». У 1986 році зі своїм клубом став переможцем зонального турніру другої ліги та чемпіоном Української РСР. Виступаючи за «Зорю», реалізував 17 пенальті з 17 спроб. У 1987 році в першій лізі став найкращим бомбардиром команди з 8 голами і визнаний найкращим гравцем клубу в сезоні.
У 1988-1990 роках провів три сезони в першій лізі за «Ростсільмаш», потім грав в одному з нижчих дивізіонів Фінляндії за клуб «КайХа». В останньому сезоні першості СРСР виступав за АПК (Азов).
Після розпаду СРСР виступав в Україні за аматорські команди Луганська, став чемпіоном Луганської області в весняному сезоні 1992 року в складі «Динамо». Потім протягом трьох сезонів грав зі своєю командою в перехідній та другій лігах першості України.
Всього за кар'єру зіграв не менше 400 матчів у змаганнях професіоналів (майстрів) в першостях СРСР, України і Фінляндії, у тому числі 164 матчі — в перших дивізіонах та понад 200 — по-друге. Брав участь у матчах Кубку СРСР проти клубів вищої ліги — ростовського СКА та «Пахтакора».
У 1994-1995 роках був в луганському «Динамо» граючим тренером. Після об'єднання «Динамо» з маріупольським «Металургом» два сезони працював у тренерському штабі нової команди. Потім працював в Луганську тренером і директором ДЮСШ. Станом на 2016 рік — член виконкому футбольного союзу так званого ЛНР, керівник комітету дитячо-юнацького футболу. Тренував фейкову «збірну ЛНР». Тренує команду ветеранів «Зорі».

## Досягнення
- Друга ліга СРСР (6-а зона, чемпіон Української РСР)
  -  Чемпіон (1): 1986

## Стиль гри
|                               | Був справжнім мотором команди. Гострий лівий хавбек, відрізнявся величезною працездатністю, майстер дальніх ударів. Пенальтист неймовірного холоднокровності, йому належить стовідсотковий результат. |
| — Сайт «Луганськ. Наш футбол» | |

## Особисте життя
Батьки — Петро Федорович, шахтар і Зінаїда Анатоліївна — службовець. Старший брат Віктор.
Син Тарас (нар. 1986) теж був футболістом, виступав за юнацький та дублюючий склади луганської «Зорі» і за команди нижчих ліг.